# Касперия
Каспѐрия (на италиански: Casperia, до 1946 г. Aspra Sabina, Аспра Сабина) е село и община в Централна Италия, провинция Риети, регион Лацио. Разположено е на 397 m надморска височина. Населението на общината е 1242 души (към 2010 г.).